# Ян Сяолэй
Ян Сяолэй (кит. 杨晓蕾; род. 28 июня 2000, Чанчжоу, Цзянсу) — китайская лучница, серебряный призер Олимпийских игр. Участница 2 Олимпийских игр (2020, 2024). Специализируется в стрельбе из олимпийского лука. 

## Биография
Ян Сяолэй родилась 28 июня 2000 года.
Училась в спортивном университете Нанкина.

## Карьера
Выступает за клуб провинции Цзянсу. Тренируется в сборной под руководством Ли Ван У.
Ян Сяолэй начала заниматься спортом в одиннадцатилетнем возрасте. В 2019 году ей была вручена государственная награда в области спорта среди спортсменов элитного уровня.
В начале апреля 2021 года стал известен состав сборной Китая на Олимпийские игры в Токио. В него вошли У Цзясинь, Ян Сяолэй и Лун Сяоцин. Для двух последних эти Игры стали дебютными. На китайском отборе Сяолэй Ян завоевала золотую медаль, победив Чжан Мэнъяо в финале со счётом 7:1.
В Токио Ян Сяолэй заняла четырнадцатое место в рейтинговом раунде, набрав 654 очка из 720 возможных. В 1/8 финала командного турнира среди женщин сборная КНР встретилось с Белоруссией, и сразу же проиграла ей со счётом 3:5, покинув борьбу за медали. В индивидуальном первенстве первой соперницей Ян Сяолэй стала лучница из Молдавии Александра Мырка. Матч завершился победой китайской спортсменки со счётом 6:0. В следующем матче, на стадии 1/16 финала, Ян Сяолэй попала на турецкую лучницу Ясемин Анагёз и уступила ей со счётом 2:6.